# Allahgouloular (Choucha)
Allahgouloular est un village de la région de Choucha en Azerbaïdjan.

## Histoire
Le nom ancien du village était Allahgoulouchaghi.
En 1992-2020, Allahgouloular était sous le contrôle des forces armées arméniennes. En 2020, le village d'Allahgouloular a été restitué sous le contrôle de l'Azerbaïdjan.